# Aeschynomene carvalhoi
Aeschynomene carvalhoi är en ärtväxtart som beskrevs av Gwilym Peter Lewis. Aeschynomene carvalhoi ingår i släktet Aeschynomene och familjen ärtväxter. Inga underarter finns listade i Catalogue of Life.